# Dicranota iranensis
Dicranota (Ludicia) iranensis là một loài ruồi trong họ Pediciidae. Chúng phân bố ở vùng sinh thái Palearctic.